# Тамбовское сельское поселение (Воронежская область)
Тамбовское сельское поселение — муниципальное образование в Терновском районе Воронежской области.
Административный центр сельского поселения — село Тамбовка.

## История
Законом Воронежской области от 6 июля 2017 года № 71-ОЗ были преобразованы, путём их объединения, Николаевское и Тамбовское сельские поселения — в Тамбовское сельское поселение с административным центром в селе Тамбовка.

## Население
| 2010 | 2012 | 2013 | 2014 | 2015 | 2016 | 2017 | 2018 |
| ---- | ---- | ---- | ---- | ---- | ---- | ---- | ---- |
| 427  | ↘410 | ↘390 | ↘374 | ↘361 | ↘352 | ↘346 | ↗616 |

## Состав сельского поселения
| № | Населённый пункт | Тип населённого пункта       | Население |
| - | ---------------- | ---------------------------- | --------- |
| 1 | Николаевка       | село                         | ↘282      |
| 2 | Платоновка       | деревня                      | 51        |
| 3 | Семигоровка      | деревня                      | 57        |
| 4 | Тамбовка         | село, административный центр | 319       |